# Ula ciscuncta
Ula ciscuncta is een muggensoort uit de familie van de Pediciidae. De wetenschappelijke naam van de soort is voor het eerst geldig gepubliceerd in 1997 door Stary.